# Espècie vulnerable
Una espècie vulnerable és aquella que ha estat catalogada per la Unió Internacional per a la Conservació de la Natura (IUCN) com una espècie probable d'esdevenir una espècie en perill, a menys que les circumstàncies que amenacen la seva supervivència i reproducció millorin.
La vulnerabilitat és causada principalment per la pèrdua o destrucció d'hàbitat. Les espècies vulnerables són monitoritzades i esdevenen amenaçades. No obstant això, algunes espècies catalogades de «vulnerables» poden, de fet, ser prou abundants en captivitat, com és el cas de la dionea.